# 472-й истребительный авиационный полк
472-й истребительный авиационный полк ПВО (472-й иап ПВО) — воинская часть Военно-воздушных сил (ВВС) Вооружённых Сил СССР, выполнявшая задачи противовоздушной обороны.

## История наименований полка

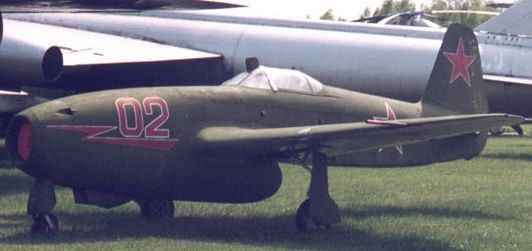
Як-17 в музее в Монино

За весь период своего существования полк не менял своё наименование:
- 472-й истребительный авиационный полк ПВО;
- Войсковая часть 61364.

## Создание полка
Полк был сформирован 15 мая 1950 года в городе Орёл на аэродроме «Южный» на самолётах Як-17Б.

## Расформирование полка
472-й истребительный авиационный полк ПВО 1 мая 1998 года был расформирован в Курске на аэродроме «Восточный».

## В составе соединений и объединений
| Период        | Округ                | армия                                   | корпус                                     | дивизия                                                 | примечание                    |
| ------------- | -------------------- | --------------------------------------- | ------------------------------------------ | ------------------------------------------------------- | ----------------------------- |
| 15.05.1950 г. | Московский район ПВО | 64-я воздушная истребительная армия ПВО | 78-й истребительный авиационный корпус ПВО | 100-я истребительная авиационная дивизия ПВО            | «Южный», Орёл, Як-17Б         |
| 01.12.1950 г. | Московский район ПВО | 64-я воздушная истребительная армия ПВО | 78-й истребительный авиационный корпус ПВО | 100-я истребительная авиационная дивизия ПВО            | «Южный», Орёл, МиГ-15         |
| 01.03.1952 г. | Московский район ПВО | 64-я воздушная истребительная армия ПВО | 78-й истребительный авиационный корпус ПВО | 15-я гвардейская истребительная авиационная дивизия ПВО | «Южный», Орёл, МиГ-15         |
| 20.08.1954 г. | Московский округ ПВО | 64-я воздушная истребительная армия ПВО | 78-й истребительный авиационный корпус ПВО | 15-я гвардейская истребительная авиационная дивизия ПВО | «Южный», Орёл, МиГ-17         |
| 02.04.1960 г. | Московский округ ПВО |                                         | 7-й корпус ПВО                             |                                                         | «Южный», Орёл, МиГ-17, МиГ-19 |
| 04.10.1979 г. | Московский округ ПВО |                                         | 7-й корпус ПВО                             |                                                         | Курск, Курск, МиГ-19, МиГ-23  |
| 1994 г.       | Московский округ ПВО |                                         |                                            | 7-я дивизия ПВО                                         | Курск, Курск, МиГ-23          |
| 01.05.1998 г. | Московский округ ПВО |                                         |                                            | 7-я дивизия ПВО                                         | Курск, Курск, МиГ-23          |

## Базирование
Сформирован в г. Орёл на аэродроме «Южный». Перебазирован в Курск на аэродром «Восточный» 4 октября 1979 года (передовая команда, материальная часть), 7 октября 1979 года наземный эшелон и знамя полка.

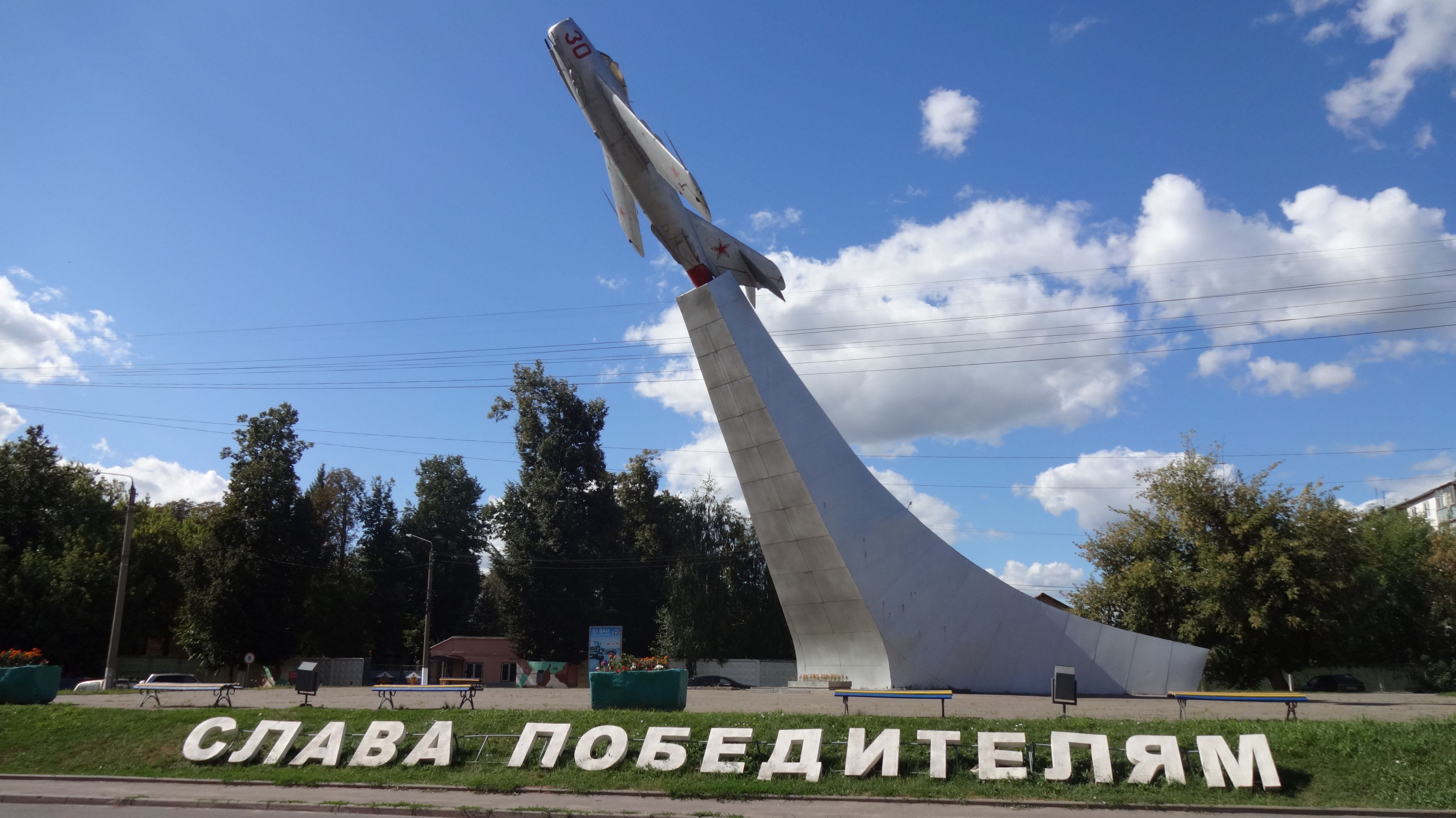
Памятник возле военного городка полка в Орле

## Вооружение
- с момента формирования полка истребители Як-17;
- с декабря 1950 года истребители МиГ-15;
- с 1957 года истребители МиГ-17 и МиГ-19;
- с 1979 года истребители МиГ-23П.

## Командир полка
- Ткачев Виктор Фёдорович, 1970 г.
- Коротких Иван Ефимович, 1979 г.

## Катастрофы
- 05 марта 1952 года - катастрофа самолета МиГ-15 бис, пилотируемого Героем Советского Союза Сурневым Н.Г.. Инспектор-летчик по технике пилотирования и теории полета 15 гв.иад ПВО  гвардии подполковник Сурнев Николай Григорьевич  выполнял полетное задание на проверку характеристик устойчивости и управляемости самолета на максимальных скоростях полета. На высоте 2000 м МиГ сорвался в неуправляемый штопор. Летчик до конца боролся с нештатной ситуацией, сумел отвести боевую машину  от жилого района и не воспользовался парашютом. Последнее, что приняли от него на командном пункте было ... "Погиб".
- 08 октября 1971 года — катастрофа самолёта МиГ-19П, пилотируемого лётчиком капитаном Нечаевым И. И. Летчик погиб.
- 28 июля 1978 года — катастрофа самолёта МиГ-17, пилотируемого лётчиком капитаном Веселовым Р. П. Лётчик погиб.
- 27 декабря 1989 г. у самолёта лейтенанта Борщ отказал двигатель. Лётчик увёл самолёт в сторону села Сапогово и катапультировался, а истребитель рухнул в поле.
- 3 марта 1994 года во время тренировочного полёта у МиГ-23 остановился двигатель. Майор Владимир Живолуп трижды безрезультатно пытался его запустить. Самолёт планировал и лётчик попытался отвести истребитель от города. Самолёт упал на окраину Курска, прорубив просеку в берёзовой роще и разрушив жилой дом № 59-а по улице Братской. Деревянный дом загорелся и в огне погибла пожилая женщина, а двоих малышей вытащила из горящего дома проходившая мимо почтальонка. Лётчик остался жив, и абсолютно здоров. Но тем не менее по установившейся традиции провёл в госпитале некоторое время. Был выписан с диагнозом «Остеохондроз» и летал дальше.